# Netelia herero
Netelia herero là một loài tò vò trong họ Ichneumonidae.